# Hubertusburg
Hubertusburg (niem. Schloss Hubertusburg) – zamek myśliwski Wettynów w Wermsdorfie koło Oschatz (Saksonia).
Zbudowany został w latach 1721–1724 przez króla Polski i elektora Saksonii Augusta II Mocnego w stylu barokowym. W 1724 zamek dostał od ojca w darze jego syn August III Sas, który gruntownie go przebudował w stylu rokoko w latach 1740–1751. Był ulubionym miejscem jego polowań, urządzał tutaj pełne przepychu inscenizacje. Na zamku został podpisany 15 lutego 1763 pokój w Hubertusburgu, kończący wojnę siedmioletnią.
W 1739 roku w zamku urodził się królewicz polski, książę saski i biskup katolicki Klemens Wacław Wettyn.
Fasadę zamku zdobi herb I Rzeczypospolitej.
W latach 1776–1835 zamek służył jako fabryka porcelany na potrzeby dworu, następnie zaś rozmaitym celom – był m.in. więzieniem i domem pracy przymusowej, szpitalem, przedszkolem dla dzieci niewidomych.

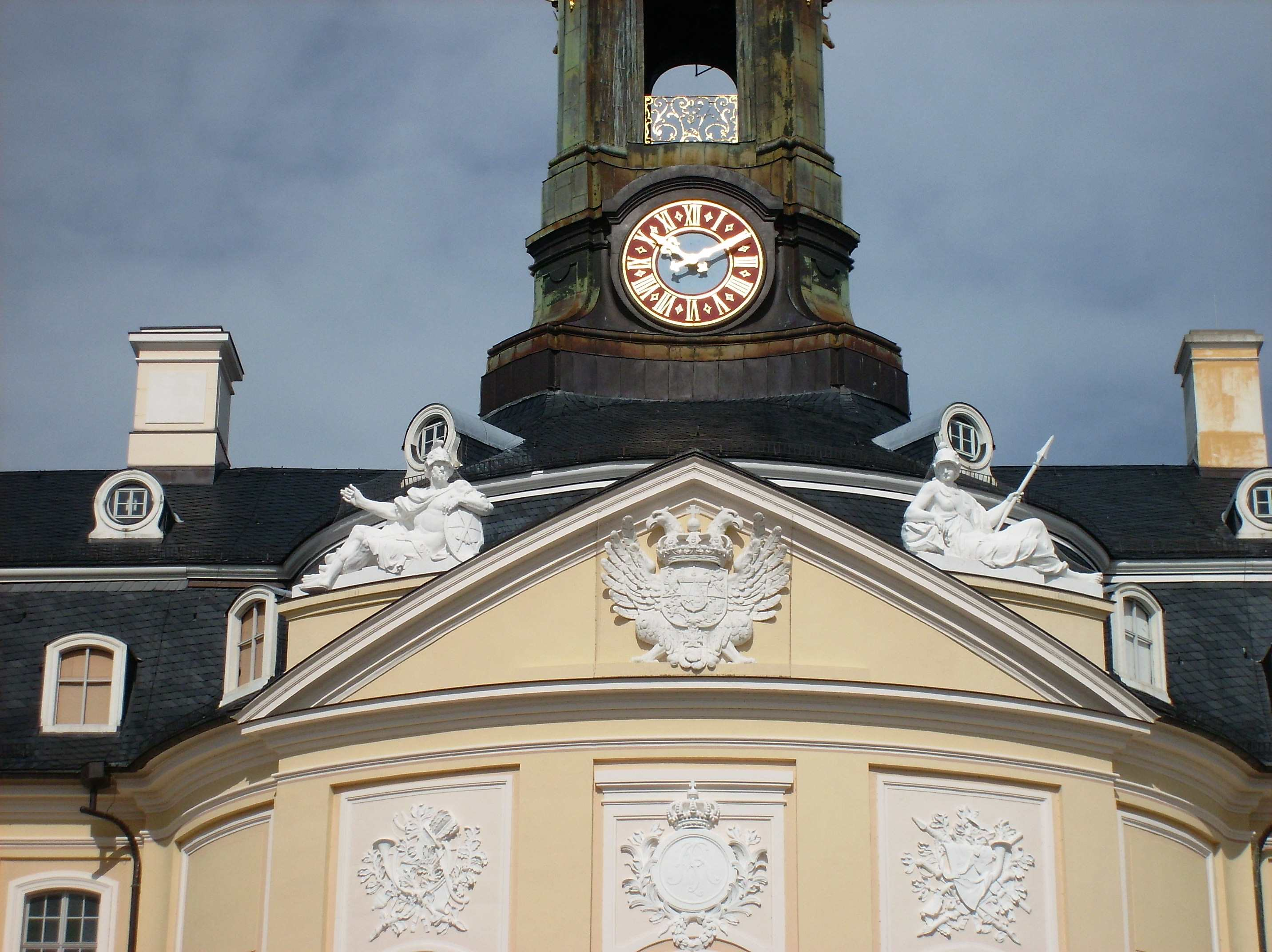
Szczyt z herbem Augusta II, RON
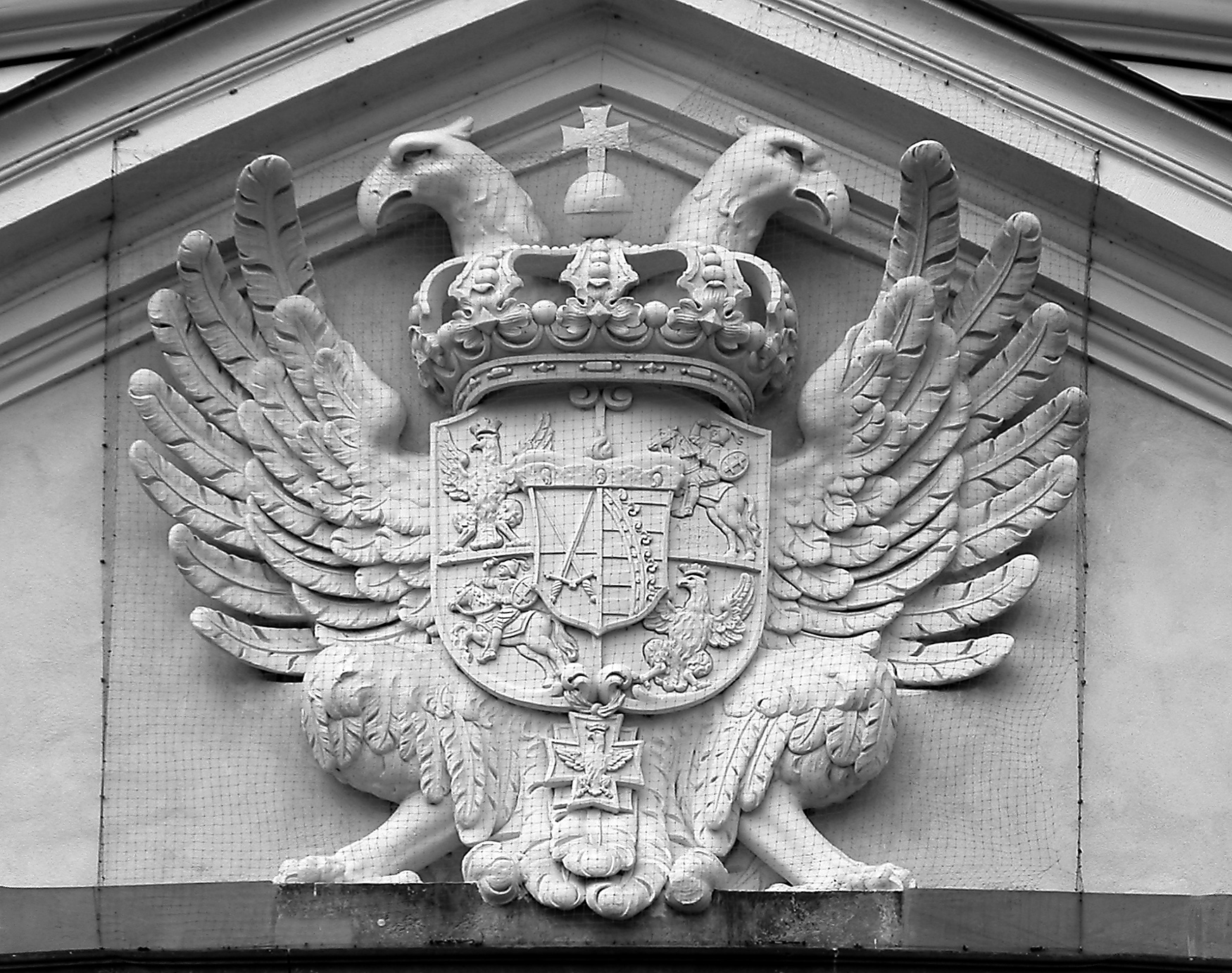
Herb Augusta II
Herb Augusta II
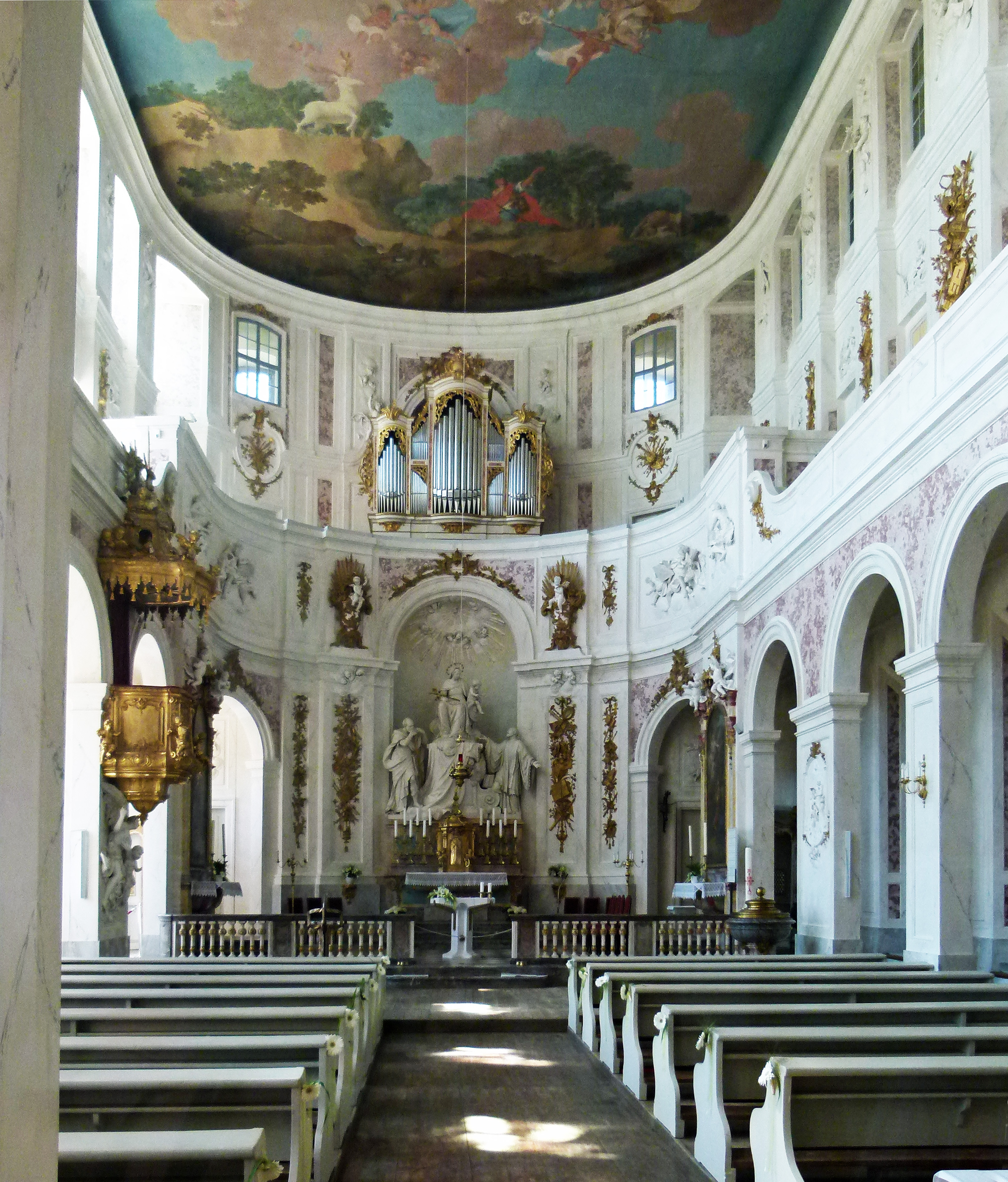
Wnętrze kaplicy zamkowej
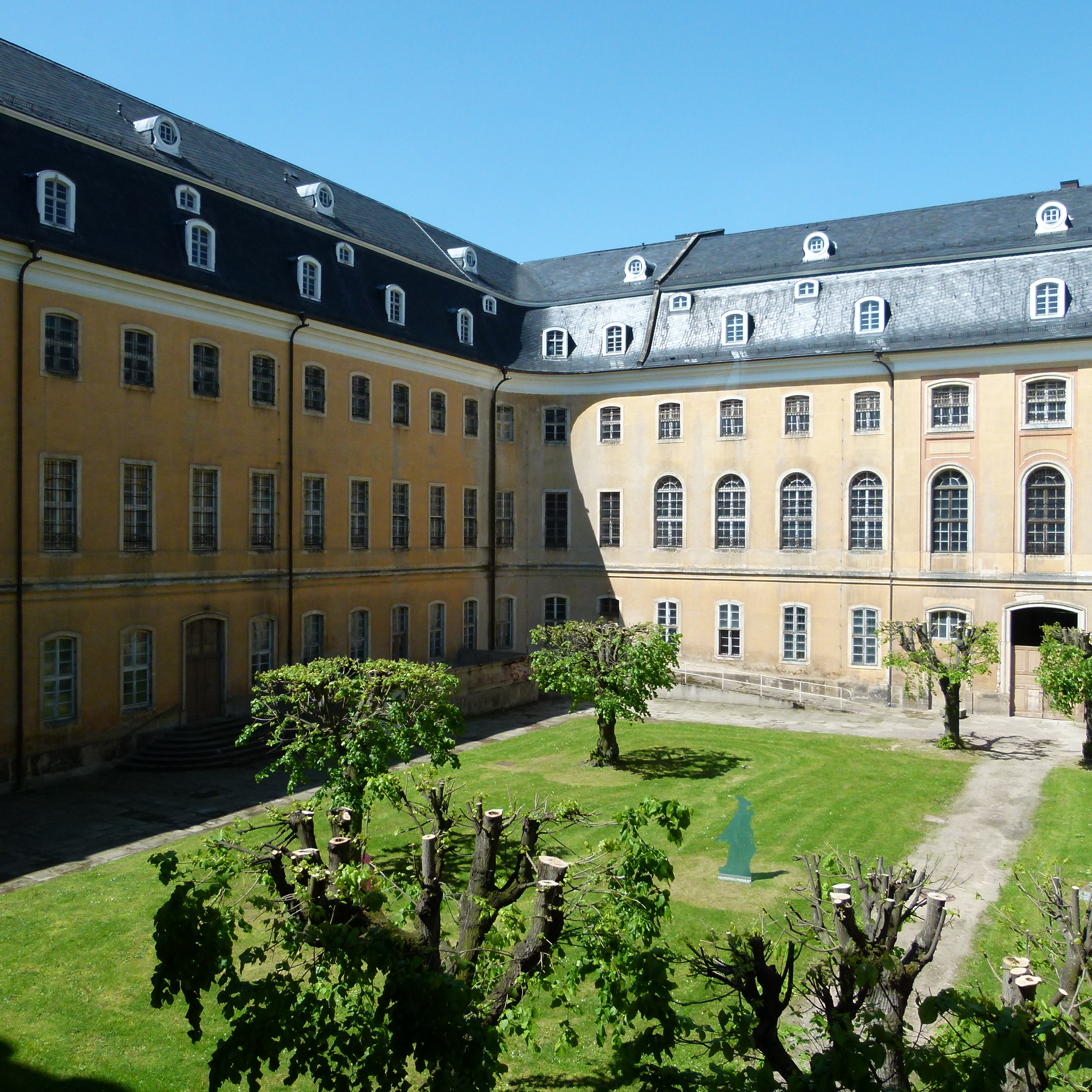
Dziedziniec